# 陳継儒

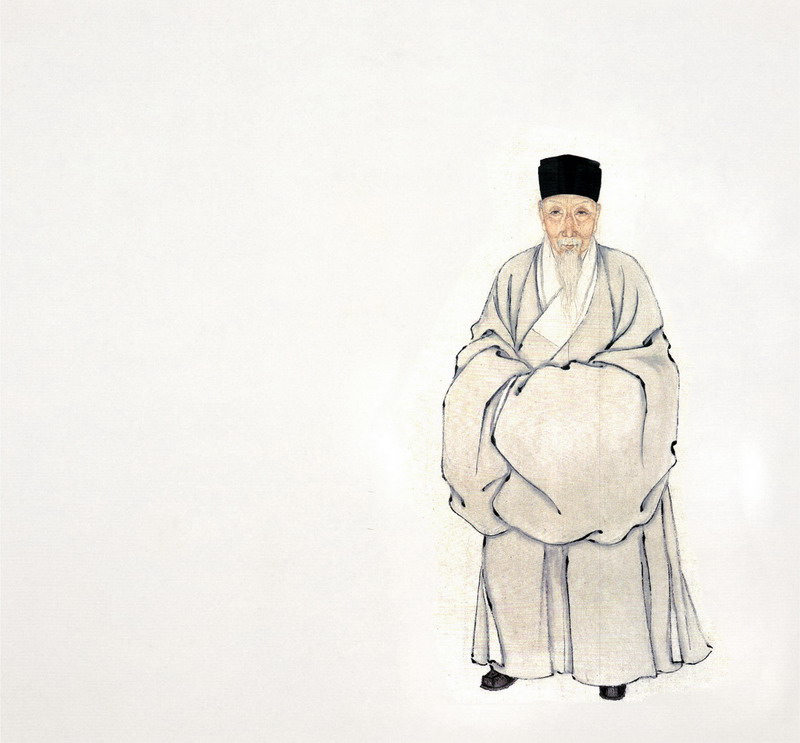
陳継儒の画像

陳 継儒（ちん けいじゅ、嘉靖37年（1558年） - 崇禎12年（1639年））は、中国明代末期の書家・画家。字は仲醇、号は眉公・麋公。董其昌の親友として知られる。

## 略歴
松江府華亭県泖橋（現在の上海市金山区楓涇鎮）の人。書は蘇軾・米芾などに師法した。またその文才は王錫爵・王世貞らに推賞されるほどであった。29歳の時に崑山に草庵を建て隠遁し晩年は東佘山に隠れた。度々宮廷から招聘されたが生涯仕官することなく、文筆をもって生計を立てた。書画に造詣が深かったが、自らは余技として墨竹・山水を得意とした。董其昌とは終生の友情を分かち合った。『皇明書画史』・『妮古録』・『眉公秘笈』・『書画金湯』など編著多数。蘇軾の書を刻した法帖『晩香堂帖』は書家に著名である。

## 逸話

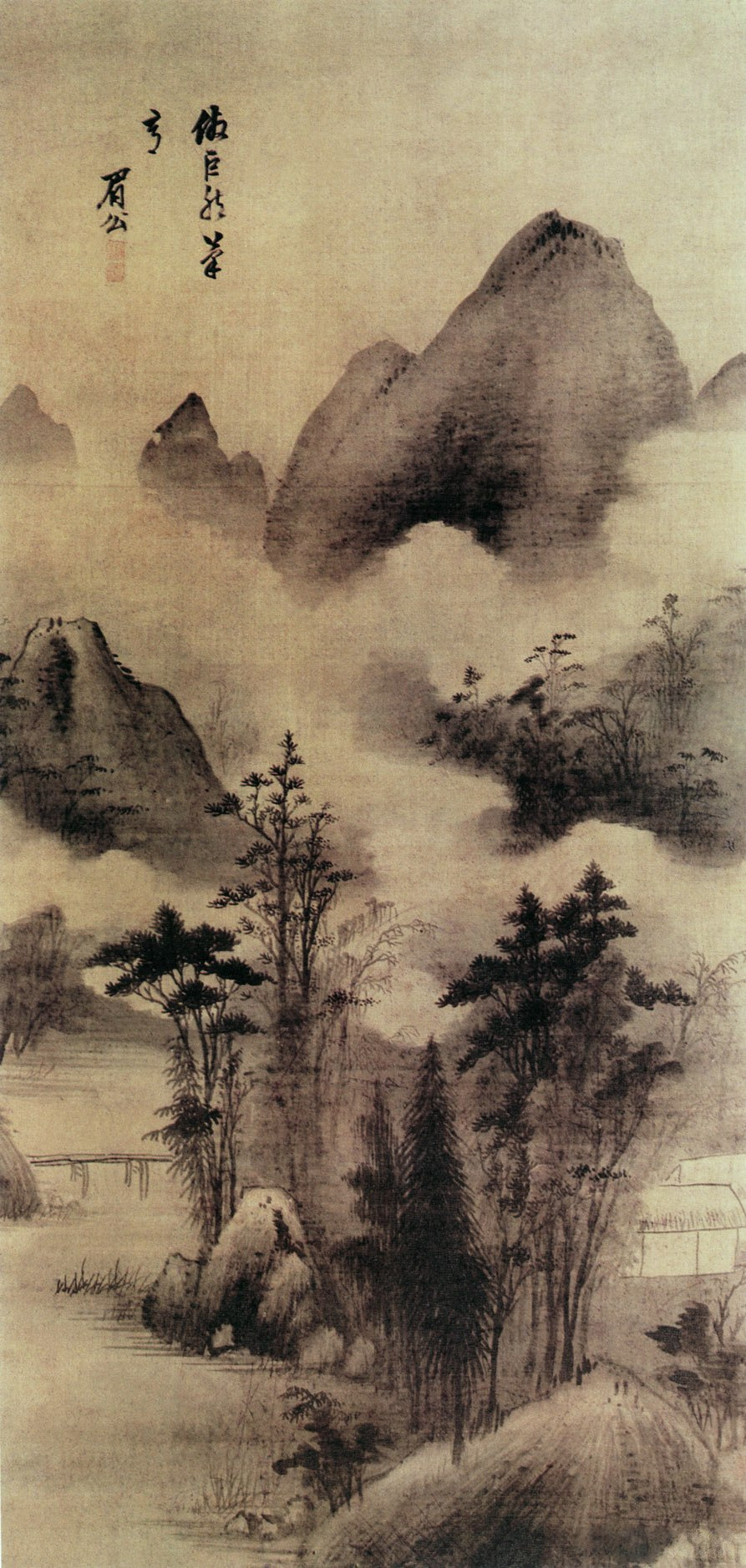
雲山幽趣図

陳継儒は当時「通隠」として有名だったが、陶望齢は二度まで訪問したが二度とも会えず、その後やっと太倉の宰相邸で面会することができた。陶望齢が笑いながら、「陳先生は高士だから、深山窮谷の中に居られるとばかり私は想像していました。こういうお屋敷でお目にかかろうとは、全く夢にも思いませんでしたよ」と言ったので、さすがの陳眉公もいたく赤面した、という（尤侗『艮斎続説』より）。

## 代表作
- 「行書 七律詩」　北京故宮博物院
- 「墨梅図冊」　京都国立博物館